# Rudy Potok
Rudy Potok – potok w dorzeczu Odry i Białej Lądeckiej mający swoje źródła i bieg w bezludnych terenach w gór Krowiarek.

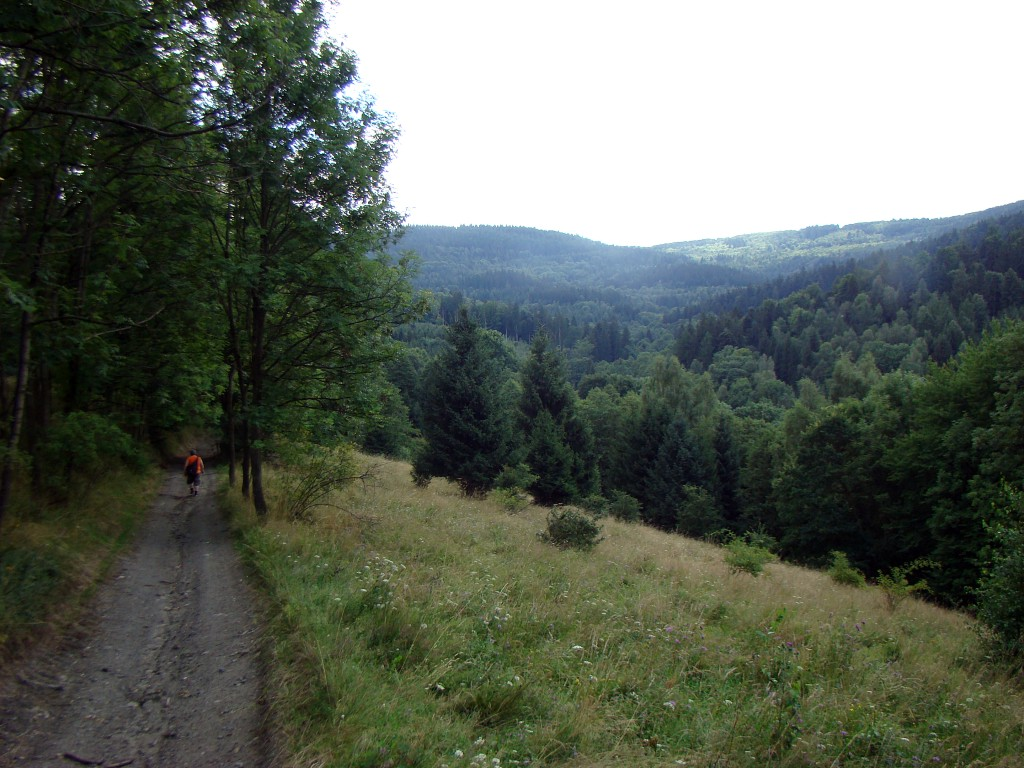
Górna część doliny Rudego Potoku

Źródła potoku znajdują się na stoku pomiędzy Chłopkiem a Wapniskiem. Na całej swojej długości płynie szeroką, łagodnie opadającą doliną wśród łąk i lasów regla dolnego. Jego bieg jest bardzo kręty, a brzegi w dużej części zabagnione i porośnięte łęgiem. Z prawej strony przyjmuje również wody potoku Kątowianka z doliny, w której znajduje się wieś Kąty Bystrzyckie. Nad brzegiem Rudego Potoku znajdowały się przed 1945 r. zabudowania przysiółka Wiesengrundt, dawnej kolonii Kątów Bystrzyckich. Uchodzi do Konradki będąc jej prawym dopływem.

## Turystyka
– w pobliżu przechodzi czerwony Główny Szlak Sudecki z Lądka-Zdroju na Przełęcz Puchaczówkę.